# مرحله مقدماتی جام جهانی ۲۰۲۲ (اواف‌سی)
مسابقات مقدماتی جام جهانی فوتبال ۲۰۲۲ بخش اقیانوسیه به عنوان مقدماتی برای جام جهانی فوتبال ۲۰۲۲، برای تیم‌های ملی ای که عضو کنفدراسیون فوتبال اقیانوسیه (OFC) هستند، که در قطر برگزار می‌شود. در مجموع ۰٫۵ اسلات (یعنی ۱ اسلات پلی آف بین کنفدراسیونی) در مسابقات نهایی برای تیم‌های OFC در دسترس است.

## شیوه برگزاری
در ژوئیه ۲۰۲۰، کنفدراسیون فوتبال اقیانوسیه پپیشنهادی را برای برگزاری مسابقات مقدماتی در پاسخ به همه‌گیری COVID-19 به فیفا ارائه کرد.
- دور اول: ۱۱ تیم بر اساس رده‌بندی فیفا به دو گروه تقسیم می‌شوند و بازی‌های رفت و برگشتی را در مکان‌های متمرکز انجام می‌دهند. دو تیم برتر هر گروه به دور دوم راه پیدا می‌کنند.
- دور دوم: چهار تیم به صورت حذفی، دو بازی خانگی و خارج از خانه، متشکل از نیمه نهایی و فینال برگزار می‌کنند. برنده به پلی آف بین کنفدراسیونی راه پیدا می‌کند.

## شرکت کنندگان
تمامی ۱۱ تیم ملی وابسته به فیفا از OFC وارد مرحله مقدماتی خواهند شد.
| تیم |
| --- |
| 1. نیوزیلند (111) 2. جزایر سلیمان (140) 3. کالدونیای جدید (154) 4. تاهیتی (159) 5. فیجی (161) 6. وانواتو (163) 7. پاپوآ گینهٔ نو (164) 8. ساموای آمریکا (192) 9. ساموآ (193) 10. تونگا (200) 11. جزایر کوک (unranked) |

## برنامه مسابقات
در ابتدا انتظار می‌رفت مقدماتی در سپتامبر ۲۰۲۰ آغاز شود، اما پنجره بین‌المللی فیفا در آن ماه برای OFC در ژوئن ۲۰۲۰ به دلیل همه‌گیری COVID-19 به تعویق افتاد. در حالی که پلی آف بین کنفدراسیون‌ها نیز از مارس منتقل شد. تا ژوئن 2022.
در نوامبر ۲۰۲۰، OFC اعلام کرد که روند مقدماتی اکنون تا ژوئن ۲۰۲۱ به تعویق افتاده‌است.
در مارس ۲۰۲۱، کنفدراسیون اعلام کرد که این بازه زمانی نیز قابل دستیابی نخواهد بود، اما یک گزینه بالقوه سازماندهی یک مسابقه در ژانویه ۲۰۲۲ بود، و این کار تاریخ مسابقات بین‌المللی فیفا در ماه مارس را برای مسابقات تدارکاتی قبل از بازی بین کنفدراسیونی در دسترس نگه داشت. خاموش در ژوئن فیجی و کالدونیای جدید به عنوان مکان‌های ممکن پیشنهاد شدند.
تا ماه سپتامبر، ادامه تأخیرها به این معنی بود که OFC احساس می‌کرد «در حال حاضر امکان سازماندهی یک رقابت مقدماتی در منطقه اقیانوسیه وجود ندارد» و به عنوان جایگزین، از فیفا برای برگزاری مسابقات مقدماتی در قطر در مارس ۲۰۲۲ اجازه گرفتند. در آن زمان هیچ اطلاعاتی در مورد تعداد کشورهایی که رقابت خواهند کرد یا فرمت احراز صلاحیت اعلام نشد.

## محل برگزاری
مسابقات در دو ورزشگاه واقع در شهر دوحه برگزار می شود.
| دوحه · | دوحه             | دوحه                |
| ------ | ---------------- | ------------------- |
| دوحه · | ورزشگاه حمد کبیر | ورزشگاه سحیم بن حمد |
| دوحه · | گنجایش: ۱۳۰۰۰    | گنجایش: ۱۵۰۰۰       |
| دوحه · |                  |                     |

## پلی‌آف بین کنفدراسیونی
مرحله پلی‌آف بین کنفدراسیونی در ژوئن ۲۰۲۲ بین تیم‌های نیوزلند و کاستاریکا انجام شد که با برتری کاستاریکا پایان یافت.